# Collapsed in Sunbeams
«Collapsed in Sunbeams» (с англ. — «Провалился в солнечные лучи») — дебютный студийный альбом британской соул-певицы Arlo Parks (Анаис Олуватойн Эстель Мариньо), изданный 29 января 2021 года лейблом Transgressive Records. Альбом получил широкое признание и положительные оценки музыкальных критиков. «Collapsed in Sunbeams» дебютировал на третьем месте в UK Albums Chart и позволил автору получить три номинации на Brit Awards 2021 (англ.) в категориях Альбом года (англ.), Best British Female Solo Artist (англ.), а сама певица победила в категории Best New Artist (англ.). Также альбом победил на церемонии 2021 года Mercury Prize и был номинирован на Грэмми-2022 в категории Лучший альтернативный альбом.

## История
До выхода Collapsed in Sunbeams Паркс записала и самостоятельно выпустила два мини-альбома, а именно Super Sad Generation (2019) и Sophie (2019), после своего сольного дебюта в 2018 году с песней «Cola». В начале октября 2020 года Паркс сообщила через социальные сети, что она закончила запись «альбома». До этого она сказала NME в июле 2020 года, что «много писала» и думала о том, что именно она хочет выразить в своём «первом большом связном заявлении о намерениях».
Паркс и автор песен и продюсер Джанлука Бучеллати из Лос-Анджелеса совместно написали все песни альбома, причём последний выступил продюсером всей музыки. Они оба работают в различных направлениях Airbnb, так как там есть «нейтральная энергия» и «пустые пространства, где [дуэт] может создать свой собственный творческий пузырь». В треке «Green Eyes» не указан, но работает американская автор-исполнительница Clairo, который предоставляет гитару и фоновый вокал.

## Композиция
В январе 2021 года Марисса Лоруссо из американской радиопрограммы Morning Edition подвела итог и описала звучание предшествующих синглов как «что-то вроде „спального попа“, смешанного с небольшим количеством инди-фолка и R&B».

## Отзывы
| Совокупная оценка    | Совокупная оценка |
| Источник             | Оценка            |
| -------------------- | ----------------- |
| AnyDecentMusic?      | 7.9/10            |
| Metacritic           | 83/100            |
| Оценки критиков      |                   |
| Источник             | Оценка            |
| Clash                | 8/10              |
| Dork                 | [ 14 ]            |
| Gigwise              | [ 15 ]            |
| The Guardian         | [ 16 ]            |
| The Independent      | [ 17 ]            |
| The Irish Times      | [ 18 ]            |
| The Line of Best Fit | 9/10              |
| musicOMH             | [ 20 ]            |
| NME                  | [ 21 ]            |
| Pitchfork            | 6.7/10            |
| The Times            | [ 23 ]            |

Альбом получил положительные отзывы музыкальной критики и интернет-изданий. Он получил 83 из 100 баллов на интернет-агрегаторе Metacritic. Сайт AnyDecentMusic? дал ему 7.9 из 10.
Многие критики высоко оценили многогранность и ранимость певицы в её дебютном альбоме Collapsed in Sunbeams.
NME выставил альбому высшую оценку в 5 из 5 звёзд и назвал его «универсальной коллекцией историй, которая будет служить утешением для слушателей любого возраста и происхождения на протяжении десятилетий». Dork также дал ему 5 из 5 звёзд и назвал его «возвышенной работой художника, который тщательно подходит ко всем аспектам своего ремесла».
Перед его выходом Белла Талиесен из журнала The Face описала альбом как «захватывающий», «мечтательный, джазовый и временами вполне попсовый» и отметила, что он «вознесёт эту звезду спальни в стратосферу». Алексис Петридис из газеты The Guardian описал Collapsed in Sunbeams как «дневниковый, почти идеальный дебют», который «ощущается как тёплый ветерок в глубине печальной зимы». Точи Имо из Clash описал альбом как «рефлексивный, интуитивный и интроспективный» и «чрезвычайно захватывающий дебют», отметив при этом, что, несмотря на отсутствие приглашённых гостей, Паркс «держит себя в руках во всех 12 синглах и задаёт высокую планку для тех, кто последует за ней». В очень положительной рецензии для газеты The Irish Times, Лорен Мёрфи назвала альбом «серьёзно освежающей коллекцией песен» и «одним из первых великих альбомов 2021 года».
Уилл Ходжкинсон из газеты The Times высоко оценил альбом и отметил, что «маленькие моменты обеспечивают этот свежий новый голос большими историями». Белла Флеминг из The Line of Best Fit отметила, что «многогранность Collapsed In Sunbeams превосходит все ожидания» и отметила, что альбом «наполнен бодрящими и в то же время уязвимыми моментами». Она продолжила хвалить альбом и написала, что «кажущаяся непринуждённость лирики Паркс и спокойные мелодии делают её песни уютными зимой и прохладными летом — они всегда поднимают настроение и успокаивают. Каждый трек может лепиться к разным условиям, и такой уровень универсальности в дебютном альбоме — большая редкость». Джонни Шарп из Uncut написал, что Паркс «подкрепляет красивые томные, трип-хоп виньетки голосом, напоминающим Мартину Топли-Бёрд, и аккуратной линией в поэтических размышлениях на разговорном языке».
В рецензии для Exclaim! Кайл Кохнер назвал Паркс «необыкновенной художницей, которая продемонстрировала в своём небольшом творчестве талант передавать сложные эмоции с чувством зрелости, превосходящим её 20-летний возраст, умудряясь выразить все это так, как будто она прожила целую жизнь или две».
«Убаюкивающий атмосферный соул с приятными барабанными грувами» — написал обозреватель DTF: «Паркс пытается своей музыкой успокоить и дать надежду. Хотя бы на то, что всё это скоро закончится, солнце ещё выглянет и проблемы уйдут».
Альбом стал «Одним из самых ярких дебютов года», — написала Аллан Рэйбл из Good Morning America: «…звучит как нечто среднее между ранней Лили Аллен и Корин Бэйли Рэй, при этом она идёт по собственному пути повествования».

### Итоговые списки
| Публикация           | Список                     | Ранг | Ссылки |
| -------------------- | -------------------------- | ---- | ------ |
| The Guardian         | The 50 Best Albums of 2021 | 9    | [ 29 ] |
| Paste                | The 50 Best Albums of 2021 | 21   | [ 30 ] |
| Good Morning America | 50 best albums of 2021     | 9    | [ 28 ] |

## Список композиций
Слова и музыка всех песен — Анаис Марьино и Gianluca Buccellati, кроме указанных. Все треки спродюсированы Gianluca Buccellati, кроме указанных.
| №                   | Название                | Автор(ы)                                                        | Продюсеры           | Длительность |
| ------------------- | ----------------------- | --------------------------------------------------------------- | ------------------- | ------------ |
| 1.                  | «Collapsed in Sunbeams» |                                                                 | Марьино             | 0:54         |
| 2.                  | «Hurt»                  |                                                                 |                     | 3:36         |
| 3.                  | «Too Good»              | Марьино Пол Эпуорт                                              | Эпуорт              | 3:41         |
| 4.                  | «Hope»                  |                                                                 |                     | 4:30         |
| 5.                  | «Caroline»              |                                                                 |                     | 3:26         |
| 6.                  | «Black Dog»             |                                                                 |                     | 3:48         |
| 7.                  | «Green Eyes»            | Марьино Клэр Коттрилл Gianluca Buccellati Alessandro Buccellati |                     | 3:18         |
| 8.                  | «Just Go»               |                                                                 |                     | 3:06         |
| 9.                  | «For Violet»            |                                                                 |                     | 3:32         |
| 10.                 | «Eugene»                |                                                                 |                     | 3:34         |
| 11.                 | «Bluish»                | Марьино Callum Merrett Ewan Merrett                             | Bad Sounds          | 3:14         |
| 12.                 | «Portra 400»            | Марьино Эпуорт                                                  | Эпуорт              | 2:56         |
| Общая длительность: | Общая длительность:     | Общая длительность:                                             | Общая длительность: | 40:00        |

| №                   | Название                         | Автор(ы)                | Продюсеры           | Длительность |
| ------------------- | -------------------------------- | ----------------------- | ------------------- | ------------ |
| 13.                 | «Cola» (lofi lounge)             | Марьино Buccellati      | Mike Hill           | 3:40         |
| 14.                 | «Hurt» (lofi lounge)             | Марьино Buccellati      | Hill                | 3:42         |
| 15.                 | «Black Dog» (lofi lounge)        | Марьино Buccellati      | Hill                | 4:23         |
| 16.                 | «Black Dog (Poem)» (lofi lounge) | Марьино                 | Марьино             | 1:06         |
| 17.                 | «Bags» (lofi lounge)             | Клэр Коттрилл           | Марьино             | 1:27         |
| 18.                 | «Moon Song» (lofi lounge)        | Фиби Бриджерс           | Марьино             | 4:52         |
| 19.                 | «Baby Blue» (lofi lounge)        | Арчи Маршалл            | Марьино             | 2:38         |
| 20.                 | «Ivy» (lofi lounge)              | Кристофера Бро Malay Ho | Марьино             | 5:24         |
| Общая длительность: | Общая длительность:              | Общая длительность:     | Общая длительность: | 67:00        |

| №                   | Название                                 | Автор(ы)                              | Длительность |
| ------------------- | ---------------------------------------- | ------------------------------------- | ------------ |
| 13.                 | «Paperbacks» (Live for On Air)           |                                       | 5:39         |
| 14.                 | «Cola» (Live for On Air)                 |                                       | 3:41         |
| 15.                 | «George» (Live for On Air)               | Марьино James Scarbrow Oscar Scheller | 4:03         |
| 16.                 | «Angel's Song» (Live for On Air)         |                                       | 2:48         |
| 17.                 | «Super Sad Generation» (Live for On Air) |                                       | 3:44         |
| Общая длительность: | Общая длительность:                      | Общая длительность:                   | 59:55        |

## Чарты
| Чарт (2021)                       | Высшая позиция |
| --------------------------------- | -------------- |
| Австралия (ARIA)                  | 18             |
| Австрия (Ö3 Austria)              | 6              |
| Бельгия/Фландрия (Ultratop)       | 6              |
| Бельгия/Валлония (Ultratop)       | 66             |
| Нидерланды (Album Top 100)        | 47             |
| Франция (SNEP)                    | 84             |
| Германия (Offizielle Top 100)     | 10             |
| Ирландия (Irish Albums Chart)     | 27             |
| Новая Зеландия (RMNZ)             | 40             |
| Шотландия (Scottish Albums Chart) | 3              |
| Швейцария (Schweizer Hitparade)   | 7              |
| Великобритания (UK Albums Chart)  | 3              |

## Сертификации
| Регион                                                                      | Сертификация | Продажи |
| --------------------------------------------------------------------------- | ------------ | ------- |
| Великобритания (BPI)                                                        | Золотой      | 100 000 |
| Данные о продажах + прослушиваниях приведены только на основе сертификации. |              |         |